# Sergiu Stancu
Sergiu Stancu (ur. 4 sierpnia 1982 roku w Baia Mare) – rumuński siatkarz, grający na pozycji środkowego; reprezentant Rumunii. Od sezonu 2019/2020 jest trenerem rumuńskiego klubu CS Arcada Galați.

## Sukcesy zawodnicze

### klubowe
Superpuchar Belgii:
- 2004, 2005

Puchar Belgii:
- 2005, 2006

Mistrzostwo Belgii:
- 2005, 2006

Liga Mistrzów:
- 2007

Puchar Rumunii:
- 2013, 2014

Mistrzostwo Rumunii:
- 2013, 2014, 2015

## Sukcesy trenerskie

### klubowe
Puchar Rumunii:
- 2018

Mistrzostwo Rumunii:
- 2018, 2020, 2022[2], 2023[3]
- 2024[4]

Superpuchar Rumunii:
- 2019, 2023[5]